# Will Crothers
Pour les articles homonymes, voir Crothers.
Will Crothers, né le 14 juin 1987 à Kingston (Ontario), est un rameur d'aviron canadien. 

## Palmarès

### Jeux olympiques
- 2012 à Londres,  Royaume-Uni
  -  Médaille d'argent en huit

### Championnats du monde
- 2006 à Dorney Lake,  Royaume-Uni
  -  Médaille d'argent en quatre avec barreur
- 2011 à Bled,  Slovénie
  -  Médaille de bronze en huit